# Wurzen
Wurzen je velké okresní město v německé spolkové zemi Sasko. Nachází se v zemském okrese Lipsko a má přibližně 17 tisíc obyvatel.

## Historie
První písemná zmínka o městě Vurcine pochází z roku 961. Město bylo založeno v podhradí na křižovatce Solné stezky vedoucí z Prahy do Halle a Via Regia.

## Přírodní poměry
Město Wurzen se rozkládá v území zvaném Wurzener Land (v překladu Wurzenská země či Wurzensko). Leží asi 15 kilometrů východně od Lipska na pravém břehu řeky Muldy. Prochází jím železniční trať Lipsko–Drážďany. Jižně od města vede dálnice A14.

## Správní členění
Wurzen se dělí na 16 místních částí:
- Birkenhof
- Burkartshain
- Dehnitz
- Kornhain
- Kühren
- Mühlbach
- Nemt
- Nitzschka
- Oelschütz
- Pyrna
- Roitzsch
- Sachsendorf
- Streuben
- Trebelshain
- Wäldgen
- Wurzen

## Pamětihodnosti
- dóm Panny Marie z roku 1114
- městský kostel svatého Václava z roku 1673
- kostel Nejsvětějšího Srdce Ježíšova z roku 1902
- zámek Wurzen z roku 1497
- Krietschmühle